# Polyester

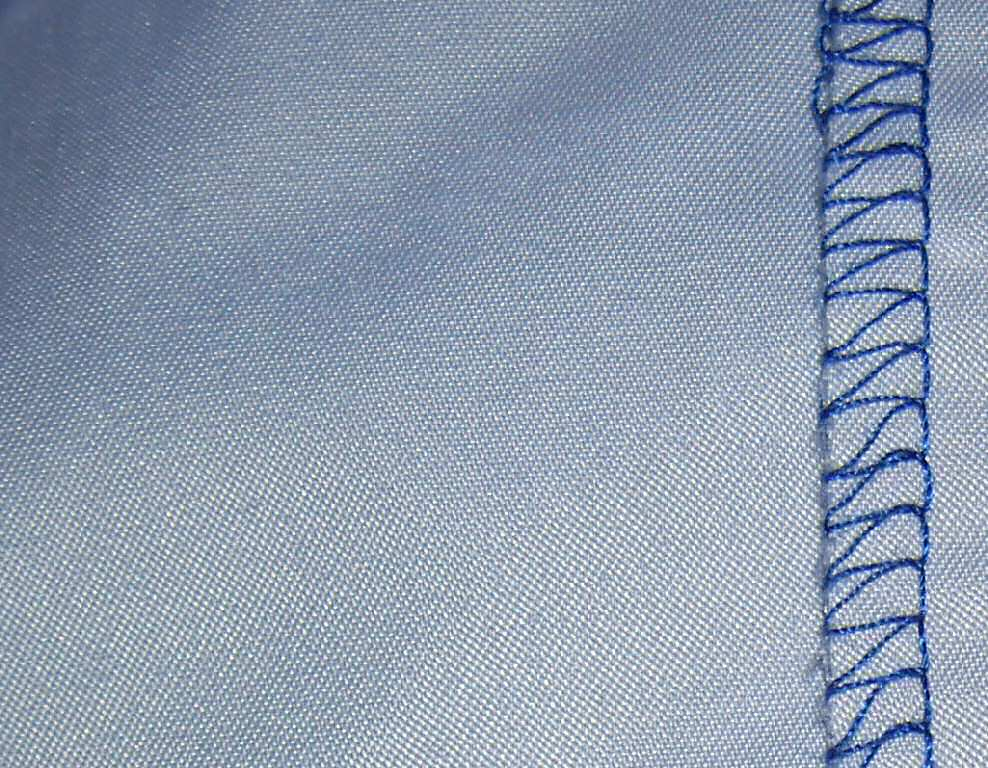
Närbild på en skjorta i polyester.

Polyester är i vid bemärkelse en polymer som innehåller estermonomerer i sin kedja.
Polyester finns både som härdplast (i omättad form) och som termoplast (i mättad form). Kallas även esterplaster. Polyester används som harts tillsammans med armeringsmaterial som kolfiber, aramid- eller glasfiber i plastkompositer (båtbyggen, bilkarosser, flygplan med mera), som gjutmassa i produktionsindustrin och som konstfiber i textilier, kläder och kardborrband – ofta i friluftskläder (till exempel polyesterfleece), eftersom materialet har låg vattenupptagning, härdar snabbt, är relativt hållbart och anses bekvämt att bära. 
Vanliga polyestrar är till exempel polyetentereftalat (PET) och ortoftalsyrapolyester medan isoftalsyrapolyester används när en mer kemikalieresistent plast behövs i till exempel tankar och rörkonstruktioner.

## Kemisk beständighet
- Bra beständighet mot:  amylalkohol, ammoniumpersulfat, bensensulfonsyra, bensin, bensoesyra, bromvätesyra, cyanväte,  citronsyra, etanol, etylklorid, glykol, järn(III)klorid, formalin, fosforsyra, saltsyra, kalciumklorid, kaliumdikromat, kopparklorid, klorväte, vätesulfid, mjölksyra, natiumsulfit, natriumbisulfit,kvicksilver, oxalsyra, perklorsyra(upp till 25%), zinkklorid.
- Begränsad beständighet mot:  aceton, ammoniak, amylacetat, bensen,  butylacetat, etyleter, etylacetat,fenol,furfural, kalciumhypoklorit, klorbensen, myrsyra, naftalen, natriumcyanid, natriumhydroxid, natriumhypoklorit, väteperoxid, saltsyra, smörsyra, salpetersyra, ättiksyra.
- Ej beständigt mot: bensaldehyd, brom, koldisulfid, kloroform, fluorvätesyra, jod,  ättiksyraanhydrid.[1]

## Polyesterfiber
Polyesterfiber började tillverkas för allmänheten i början på 1950-talet. Polyester är nu världens näst viktigaste textilfiber efter bomull, och utgör 30 % av världsproduktionen.
Det finns flera fibertyper, med olika egenskaper och användningsområde; för tekniska textilier med hög hållfasthet används filamentfibrer, medan stapelfibrer är elastiska och gärna används för exempelvis kläder.

## Polyesterbaserad komposit
Som ett av materialen i den komposit som så kallade plastbåtar sedan 1950-talet tillverkats av, har omättad polyester (UP, unsaturated polyester) fått en vidsträckt utbredning. Vanligen kombineras UP med härdare och glasfibermaterial, antingen i form av väv eller matta.  En glasfibermatta består av huggna fibrer i alla riktningar som är sammanpressade till en matta. En glasfiberväv består av långa obrutna trådar som innebär en högre brottstyrka än en matta. Metoden går ut på att de starka glasfibrerna ska armera (förstärka) den härdade kompositen, medan polyestern binder både fibrerna sinsemellan och kompositen till intilliggande material. För tillräcklig styrka, läggs flera skikt på varandra (ett laminat), helst härdande i varandra. Om man eftersöker en extra stark och böjstabil konstruktion i alla riktningar kan man välja en glasfiberväv som i flera lager appliceras i alla riktningar dvs vertikalt, horisontellt och diagonalt. UP löst i monomeren styren, härdas av en iblandad organisk peroxid, med ett metallsalt som accelerator. Den omättade polyesterns dubbelbindningar reagerar då kemiskt med styrenet, och bildar stärkande tvärbindningar mellan polyesterns ursprungliga molekylkedjor. I stället för styren kan andra omättade monomerer, t.ex. metylmetakrylat förekomma. Den omättade polyestern är uppbyggda av alkoholer (dioler) t.ex. etylenglykol, propylenglykol, butylenglykol eller dietylenglykol som förestrats med di- eller möjligen polykarboxylsyror eller syraanhydrider. Dessa kan vara mättade t.ex. ftalsyraanhydrid, adipinsyra eller bärnstenssyra eller omättade t.ex.  maleinsyraanhydrid eller  fumarsyra. Vid härdningen kommer monomermolekylerna dels att koppla samman med varandra dels reagera med de omättade bindningarna i polyestern och därmed tvärbinda denna med bryggor byggda av en eller flera monomerenheter. Observera att denna typ av plast visserligen innehåller en väsentlig polyesterkomponent men att de kanske ändå borde betraktas som en polyolefin. Om man önskar uppnå ett högre kemikaliebeständigt glasfiberlaminat kan man välja att laminera med vinylester i stället för polyester. När ett laminat byggs upp är det viktigt att inte använda mera plast än att det precis väter glasfibern och att all luft rollas eller sugs bort. På så sätt uppnås maximal styrka. Det är ett allmänt utbrett missförstånd i att mera plast ger laminatet högre styrka.